# Ómoto Ajano
Ómoto Ajano (大本 彩乃; Hepburn: Ōmoto Ayano), becenevén Noccsi (のっち; Hepburn: Nocchi) (1988. szeptember 20. –) a japán Perfume electropop együttes tagja.

## Pályafutása
Hirosimában született és nőtt fel, és a hirosimai színésziskolában tanult, ahol megismerte az együttes két másik tagját, Nisivaki Ajakát és Kasino Jukát. Énekből a haladó csoportba járt, míg társai a kezdő csoportban tanultak.
2001-ben lett az együttes tagja, amikor Kavasima Júka kivált, hogy tanulmányaira koncentrálhasson. 2002-ben a Johnson & Johnson egyik reklámjában szerepelt.

## Fordítás
- Ez a szócikk részben vagy egészben az Ayano Ōmoto című angol Wikipédia-szócikk ezen változatának fordításán alapul.  Az eredeti cikk szerkesztőit annak laptörténete sorolja fel. Ez a jelzés csupán a megfogalmazás eredetét és a szerzői jogokat jelzi, nem szolgál a cikkben szereplő információk forrásmegjelöléseként.